# Вампір
Вампі́р (інакше Упи́р чи Вурдала́к) — літературний, а також поширений в поп-культурі образ, мрець, який нібито виходить з могили, щоб смоктати кров живих людей. Історично пов'язаний із фольклорними упирями, але має від них суттєві відмінності.
Перші художні твори, що згадують про вампірів, з'явилися після так званого «вампірського божевілля» 1720—1730 років, викликаного розслідуванням дивних подій у сербському селі Медвегія.
Знайомство з віруваннями балканських слов'ян справило неабияке враження на романтично налаштовану західноєвропейську публіку. Вже у 1748 році були оприлюднений вірш Генріха Оссенфельдера «Вампір», який до того ж мав недвозначний еротичний підтекст. У 1773 році з'явилася балада «Ленор» Готфріда Бюргера.
Сюжети на «вампірську» тематику обговорювалися під час славнозвісного змагання на віллі Діодаті біля Женевського озера в 1816 році. Один з його учасників, особистий лікар Байрона — Джон Полідорі, написав у 1819 році оповідання «Вампір», яке довгий час приписували самому Байрону.
Проте справжню «моду на вампірів» започаткував роман ірландського письменника Брема Стокера «Дракула», надрукований у 1897 році. Головний герой роману — аристократ граф Дракула став «класичним» образом вампіра, що швидко поширився в художній літературі та кіно.
Термін «вампір» також може використовуватися для позначення людей, персонажів або істот, які висмоктують силу, енергію або життя з інших (також енергетичний вампір).
У зоології та ботаніці «вампірами» називають організми, які живляться тілесними рідинами інших істот.